# Meigenia luctuosa
Meigenia luctuosa är en tvåvingeart som beskrevs av Jean-Baptiste Robineau-Desvoidy 1863. Meigenia luctuosa ingår i släktet Meigenia och familjen parasitflugor.
Artens utbredningsområde är Frankrike. Inga underarter finns listade i Catalogue of Life.